# Madame Claude 2
Pour les articles homonymes, voir Madame Claude (homonymie) et Claude.
Série
Madame Claude
(1977)
Pour plus de détails, voir Fiche technique et Distribution.

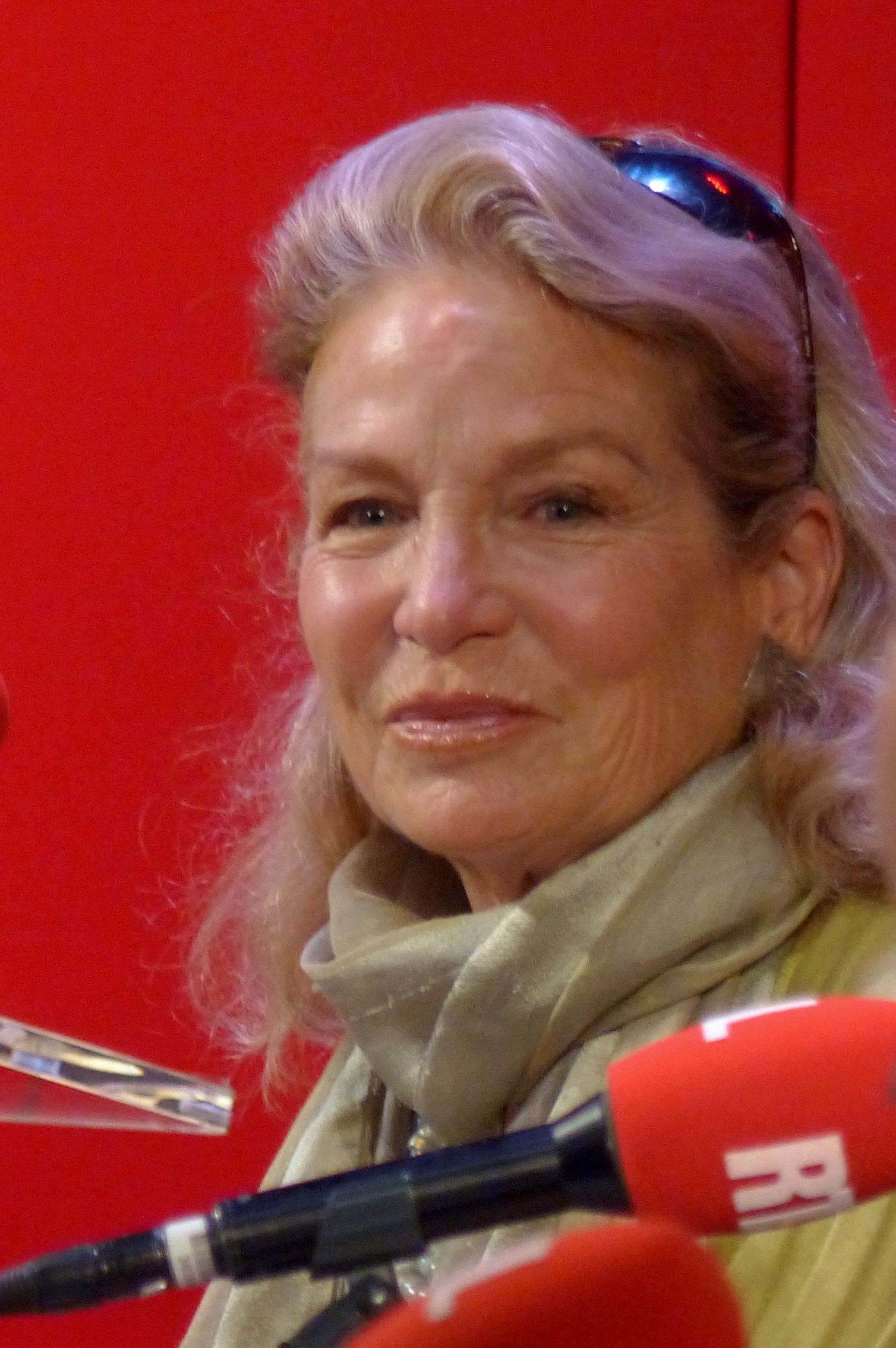
Alexandra Stewart (cliché de 2014), interprète le rôle de Madame Claude.

Madame Claude 2 est un film français réalisé par François Mimet, sorti en 1981.
Le film mêle le grand banditisme, les secrets d'État, d'affaires et d'alcôve dans une ambiance soutenue par la bande originale composée par Francis Lai.

## Synopsis
Jusqu'à présent, les services que rendait Madame Claude au gouvernement français en envoyant ses filles auprès d'éventuels partenaires commerciaux ou politiques avaient pu être cachés au grand public.
Un journaliste du Citoyen, Christian, commence à réunir des photos compromettantes et obtient de son directeur l'autorisation de poursuivre son enquête. Pour le gouvernement, soucieux d'étouffer l'affaire, Madame Claude doit cesser ses activités. Mais cette institution du Tout-Paris politique ne l'entend pas de cette oreille et un pseudo-attentat contre elle ne suffit pas à l'intimider. Elle annonce à Barton, l'intermédiaire entre le pouvoir et elle, qu'il existe assez de preuves gardées en sécurité pour que, même morte, elle puisse encore faire  « plonger » nombre de personnalités. Elle compte n'abandonner son métier qu'une fois achevée la mission que Barton vient de lui confier. Cette mission consiste, pour obtenir des prêts importants, à envoyer auprès des bailleurs de fonds une jolie fille dont les charmes suffiront à emporter leur décision. Comme Célia est occupée par un ministre qui aime jouer au psychiatre en écoutant ses rêves secrets, c'est Vanessa, une jeune violoncelliste, qui est dépêchée à Hong Kong chez une banquière qui préfère les femmes. Karine part aux Bahamas sur le voilier d'un émir arabe tandis qu'Alexandra va devoir subir les pulsions sadiques d'un banquier américain et Helen va satisfaire l'instinct voyeur d'un financier britannique. Toutes les personnes abordées acceptent de financer l'emprunt. Entretemps, Barton, contacté par Christian, a pu découvrir les intentions du Citoyen. Aussi, au moment où le journal s'apprête à faire paraître un dossier « explosif », Madame Claude va rendre visité au directeur de la rédaction du journal, munie d'une vidéo-cassette suffisamment éloquente sur sa vie privée pour le convaincre d'étouffer l'affaire et de renoncer à toute publication.

## Fiche technique
- Titre français : Madame Claude 2
- Réalisation : François Mimet, assisté de Jean-Claude Ventura et Serge Dupuy-Malbray
- Scénario : Lucien Duval et Alex Park
- Dialogue : Magali Déa
- Adaptation : Magali Déa
- Musique : Francis Lai et Roger Webb (non crédité)
- Photographie : Jean-Jacques Flori
- Montage : Nicole Berckmans
- Son : Raymond Adam
- Décors : Amahi Desclozeaux
- Maquillage : Marc Blanchard, assisté de Sylvie Blanchard
- Costumes : Jeanne Lacoste, Amahi Desclozeaux, assisté de Dominique Vallée
- Script : Margot Catalaa
- Régisseur : Michel Pasquet
- Photographe de plateau : Georges Pierre
- Producteur délégué : Claire Duval
- Directeur de production : Jean-Marc Isy
- Société de production : Accord Productions, AVCO Embassy Pictures (Los Angeles), African Queen Productions et J.P.L.L. Productions
- Pays :  France
- Durée : 100 minutes
- Année : 1981
- Genre : drame et érotique
- Date de sortie :
  -  France : 26 août 1981
  -  États-Unis : 9 juillet 1982

## Distribution
- Alexandra Stewart : Madame Claude
- Dirke Altevogt : Helen
- Yanet Cuevas : Candice
- Kim Harlow : Célia
- Lena Karlsson : Vanessa
- Ysabelle Lacamp : la banquière à Hong Kong
- Johanna Perkins : Alexandra
- Béatrice Philippe : la jeune servante à Hong Kong
- Lise Thoresen : Karine
- Bernard Fresson : Paul Barton
- France Anglade : la mère d'Helen
- Gérard Hérold : Max
- Jacques Ferrière : le rédacteur en chef du "Citoyen"
- Bernard Tiphaine : Robert
- Jean Turlier : Leblanc
- Jacques Bernard : Pelletier
- René Roussel : John Lloyd
- Pierre Zimmer : McBride
- Henri-Jacques Huet : Pierre Roques
- Maurice Baquet : le professeur de violoncelle
- Hubert Noël : Gérald
- Philippe Baronnet : Christian, le photographe
- Jean Valmont : l'amant d'Hélène
- David Jalil : le jeune émir

Non crédité
- Ticky Holgado : enregistreur dans un studio de musique

## Autour du film
- Le tournage a commencé en avril 1981 et s'est déroulé aux Bahamas, en France (Île-de-France - Paris), en Chine (Hong-Kong) et aux États-Unis (New York)[1].
- Plus de 500 000 personnes ont vu le film au cinéma[2].
- Le film est sorti en deux versions officielles, française et américaine.